# معركة غابة إفرايم

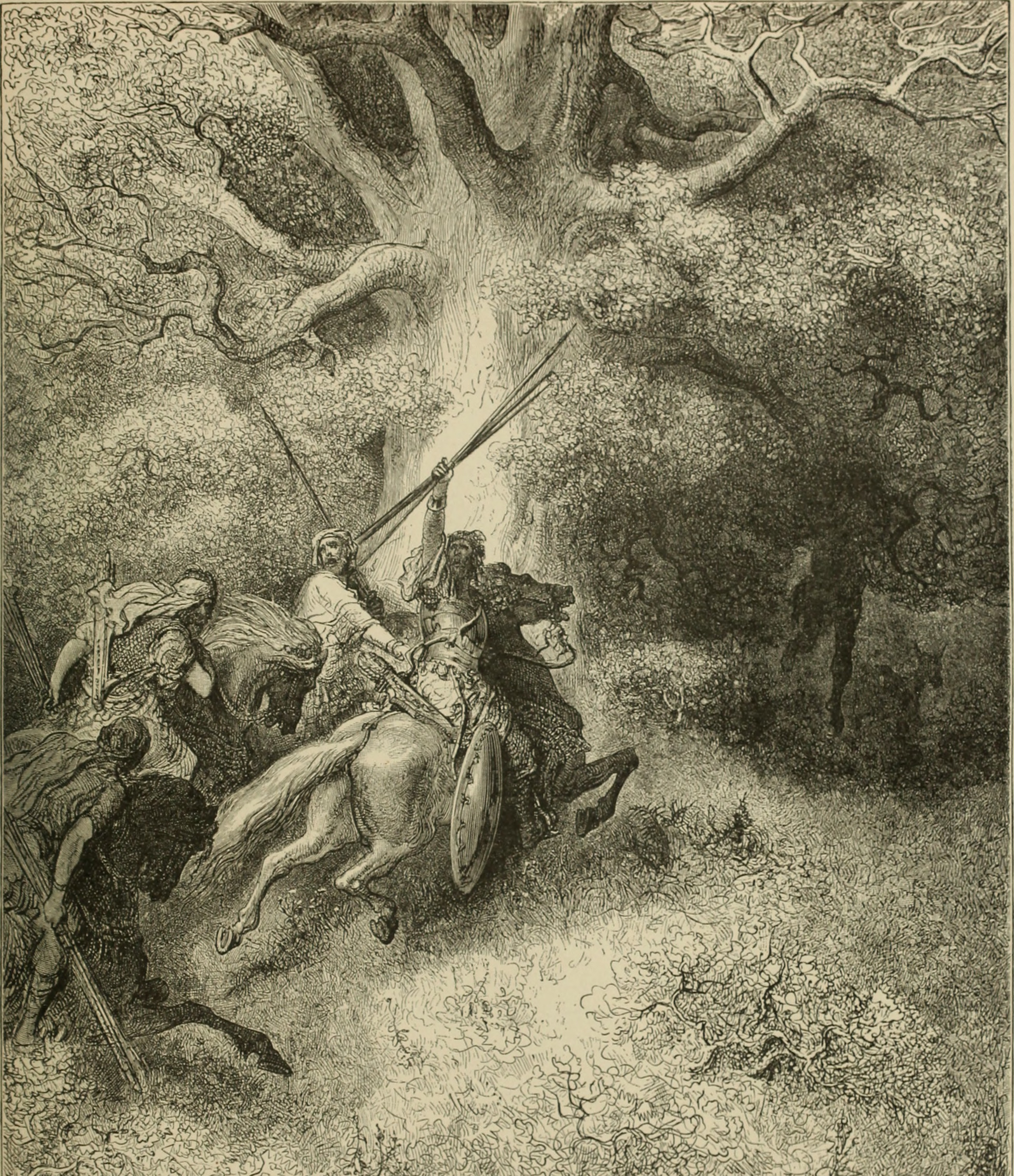

معركة غابة إفرايم – وفق الكتاب المقدس في سفر صموئيل الثاني – هي قتال مسلح وقع بين المتمردين بقيادة أبشالوم وبين جيش أبيه الملك داوود خلال ثورة قصيرة الأمد.
اختلف علماء الكتاب المقدس على تاريخية هذه الأحداث التي وردت في أسفار صموئيل. ويعتقد معظمهم أن أسفار صموئيل تحوي قدرا كبيرا من المعلومات التاريخية، في حين يراها بعضهم ملفقة تماما.

## الخلفية
أبشالوم الابن الثالث لداود ملك إسرائيل، عاد مؤخرا بعد ثلاث سنوات قضاها منفيا في غيشور، بتهمة قتل أخيه غير الشقيق أمنون، ونال عفوا مشروطا. ولاحقا يبدأ حملة في كسب تعاطف وثقة الشعب، وينجح في ذلك.
وتحت ادعاء الذهاب إلى التعبد في هيبرون يسأل الملك داود الإذن له بمغادرة أورشليم. ويوافق الملك داود الذي لا يعلم بنواياه، ويغادر أبشالوم مع 200 رجل. وبعد وصوله إلى المدينة يرسل أبشالوم رسلا إلى جميع الزعماء وأمراء القبائل عبر المملكة ليساندوه كملك.
وفي هيبرون يستمر في الادعاء أنه يتعبد، في حين أنه يجمع الأعوان من جميع المملكة، وينمو عددهم وقوتهم، ويتلقى دعم من أهيثوبيل من غيلوه، وهو أحد مستشاري المملكة. وحين تصل أنباء تمرد أبشالوم إلى المحكمة الملكية الإسرائيلية في أورشليم، يأمر الملك داود بإخلاء المدينة والمحكمة، خوفا من أن يقوم أبشالوم وقواته بحصارها. ويرحل مع جميع العائلة الملكية الإسرائيلية، وأيضا بنخبة  الحرس الكاريثيتي والبيليثيتي الملكي، وهم مجموعة من المرتزقة من 600 غاثيتي تحت قيادة إيتاي الغيتي. ويتوجهون إلى وادي كيدرون ويصلون إلى ضفة نهر الأردن. ويعبرون مخلفين وراءهم الجواسيس لتضليل أبشالوم وجواسيسه، ولجمع المعلومات عن تحركات أبشالوم.

## المعركة

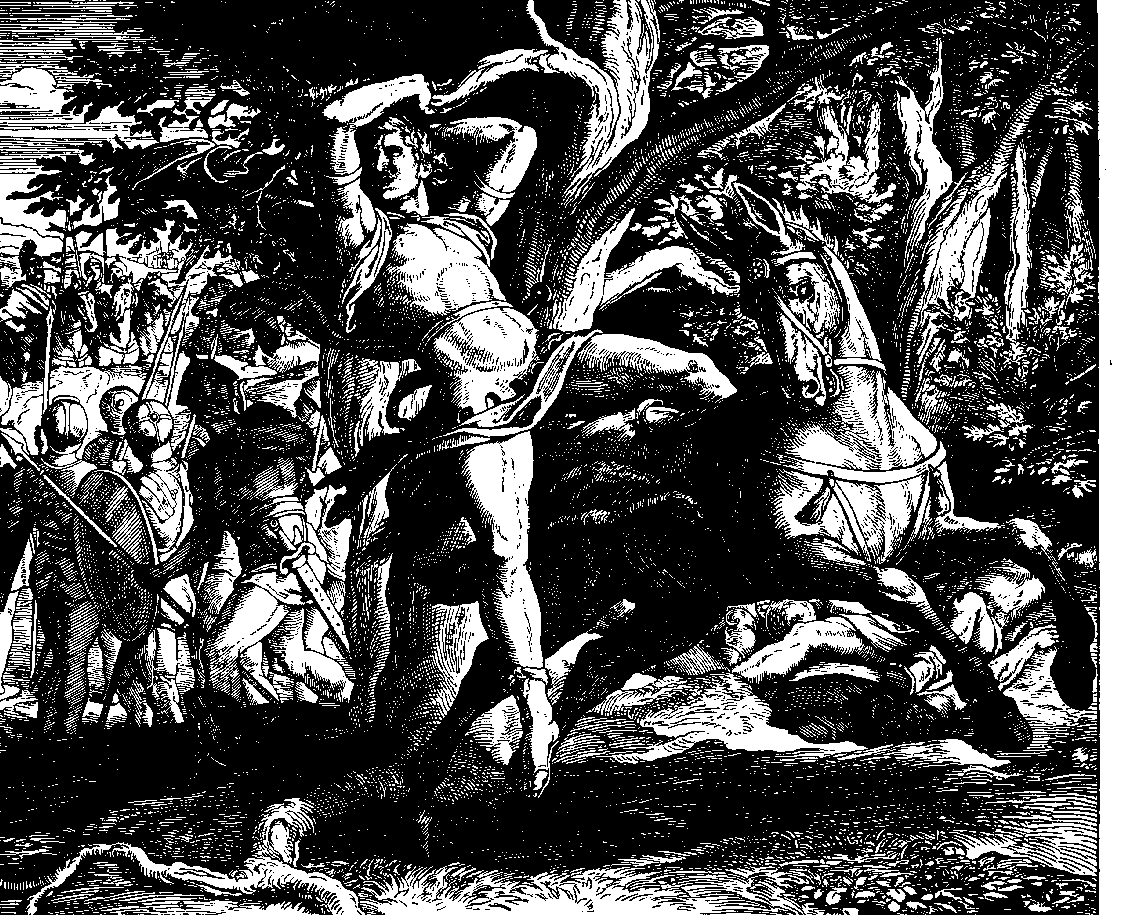
نقش خشبي لـ "الكتاب المقدس بالصور"، 1860.

يبدأ أبشالوم الهجوم بقواته. ويختار أماسا أحد أقارب يوءاب، قائدا ويسير خارج أورشليم نحو غلياد. وحين يدخل داود ماهانايم مع قوته، وبسبب شهرته يتدفق الجنود لمساعدته، ويسبقونه إلى المعركة، حين يصل إلى بوابة المدينة. وينقسم جيش داود إلى ثلاثة فرق، واحدة بقيادة يوءاب، والثانية بقيادة أبيشاي والثالثة بقيادة إيتاي، الصديق ذو الثقة والقائد من غاث.
أعلن داود أنه سيقود الجيش بنفسه، لكن الجنود لم يسمحوا لداود بالمخاطرة بحياته. وطلبوا منه أن يظل في المدينة. وحين استعد الجميع أصدر داود أمره إلى القادة الثلاث «تعاملوا برفق لأجلي مع أبشالوم الشاب».
وبدأ القتال بين الفريقين في غابة إفرايم. وكانت معركة كبيرة ومرعبة. وعجزت قوات المتمردين على المناورة بسبب كثافة الأشجار، وقلت قدرتهم على الحركة بسبب الحشائش الكثيفة للغابة. واستطاعت قوات الملك محاصرتهم.
هرب أبشالوم. وحين كان على ظهر بغله هاربا من الغابة، علقت ضفيرة شعره بأغصان شجرة كبيرة. وعجز عن تحرير نفسه، وظل معلقا وهرب بغله. وقام أحد خدم داود بإخبار القائد يوءاب، والذي أعطى الأمر بقتل أبشالوم.